# Miglė Marozaitė
Miglė Marozaitė (Panevėžys, 10 maart 1996) is een Litouwse baanwielrenster. Marozaitė nam deel aan de Europese Spelen van 2019 in Minsk waar ze samen met Simona Krupeckaitė een tweede plaats behaalde op de teamsprint. In 2021 werd ze vijfde op de Olympische Spelen op het onderdeel teamsprint met Krupeckaitė. 

## Belangrijkste resultaten
| Jaar     | LK                           | EK                    | WK       | Overige                          |
| Beloften | Beloften                     | Beloften              | Beloften | Beloften                         |
| -------- | ---------------------------- | --------------------- | -------- | -------------------------------- |
| 2016     |                              | keirin                |          |                                  |
| 2018     |                              | sprint · 500m tijdrit |          |                                  |
| Elite    |                              |                       |          |                                  |
| 2016     |                              | teamsprint            |          |                                  |
| 2017     | keirin · teamsprint · sprint |                       |          |                                  |
| 2018     | keirin · teamsprint · sprint |                       |          |                                  |
| 2019     | teamsprint · sprint · keirn  |                       |          | Europese Spelen: teamsprint      |
| 2020     |                              |                       |          |                                  |
| 2021     |                              |                       |          | Olympische Spelen: 5e teamsprint |
| 2022     | keirin · sprint              |                       |          |                                  |